# Đồng Nai
Đồng Nai ist eine  Provinz (tỉnh) von Vietnam. Sie liegt im Süden des Landes in der Südostregion.

## Bezirke
Đồng Nai gliedert sich in elf Bezirke:
- 9 Landkreise (huyện): Cẩm Mỹ, Định Quán, Long Thành, Nhơn Trạch, Tân Phú, Thống Nhất, Trảng Bom, Vĩnh Cửu, Xuân Lộc
- 1 Stadt auf Bezirksebene (thị xã): Long Khánh
- 1 Provinzstadt (Thành phố trực thuộc tỉnh): Biên Hòa (Hauptstadt)

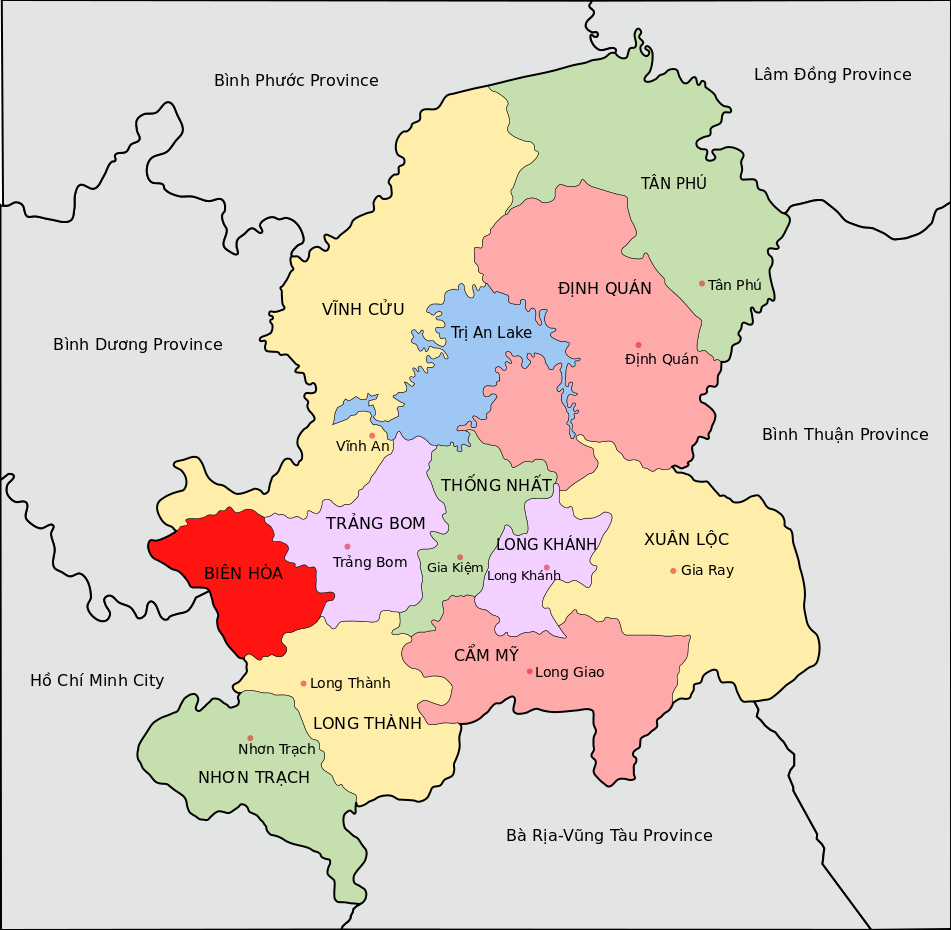
Bezirke der Provinz Đồng Nai